# Thériaque

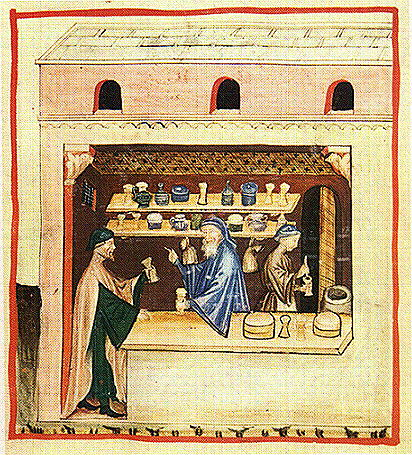
Thériaque : Illustration du Tacuinum sanitatis.

La thériaque (appelée θηριακή par les Grecs) est une préparation, connue depuis l’Antiquité, contenant une cinquantaine de composants, dont une assez forte dose d'opium, à laquelle on prêtait des vertus toniques et efficaces contre les poisons, les venins et certaines douleurs.
Apportée à Rome par Pompée, elle fut plus tard complétée par Andromaque, médecin de Néron.

## Description
S'inspirant du contrepoison de Mithridate VI, le médecin Andromaque dressa la recette en vers élégiaques d'un mélange de plus de cinquante drogues, plantes et autres ingrédients dont le castoréum, l'opium, la vipère et la scille. Pline l'Ancien, dans son Histoire naturelle (livre XXIX, VIII, 8), fustige déjà la multiplicité des ingrédients de la thériaque qu'il considérait comme une « vaine ostentation de science, et un charlatanisme monstrueux ». Au IIe siècle, le médecin grec Galien compose pour les empereurs romains une nouvelle recette de thériaque comme antidote contre les poisons.
Elle était réputé efficace contre l’empoisonnement par le pavot, la ciguë, la jusquiame, l'aconit; contre la cantharide, les morsures de la vipère et du chien enragé, contre la piqûre du scorpion et autres animaux venimeux, contre toutes sortes de venin. Elle aurait été efficace contre la peste et de nombreuses autres maladies.
À l'époque moderne, la composition de la thériaque, préparée par les apothicaires, a beaucoup varié. Celles de Venise et Montpellier étaient très réputées.
Du fait de nombreuses fraudes dans sa fabrication, les apothicaires parisiens décidèrent au XVIIe siècle de la préparer en public devant des médecins et des représentants des autorités. C'est Moyse Charas qui le premier, en 1667, rendit sa formule publique. Il la préparait au cours de la semaine de la thériaque, vers le mois de février. Sa préparation nécessitait plus d'un an et demi (car elle devait fermenter) et faisait appel à plus de soixante-quatre ingrédients végétaux, minéraux et animaux des plus variés, sans compter le vin et le miel : gentiane, poivre, myrrhe, acacia, rose, iris, rue, valériane, millepertuis, fenouil, anis ainsi que de la chair séchée de vipère, de l'opopanax et des "rognons de castor" (probablement des glandes à castoréum).
À côté de la « grande thériaque » existait une thériaque diatessaron (« thériaque des pauvres » ou encore « thériaque des Allemands ») composée de quatre plantes : aristoloche ronde, baies de laurier, myrrhe, gentiane réduites en poudre et mélangées à du miel et à du genièvre pour constituer  un électuaire liquide.
La thériaque était reconnue à l'époque comme une panacée en vertu de son action contre les poisons et les venins, mais aussi contre de nombreuses maladies. Elle contenait de l'extrait d'opium, environ 25 mg pour 4 grammes (opiat).
Elle ne fut supprimée du Codex medicamentarius, Pharmacopée française, qu'en 1884 pour diverses raisons, à une époque où la médecine empirique commence à être rejetée.

## Composition

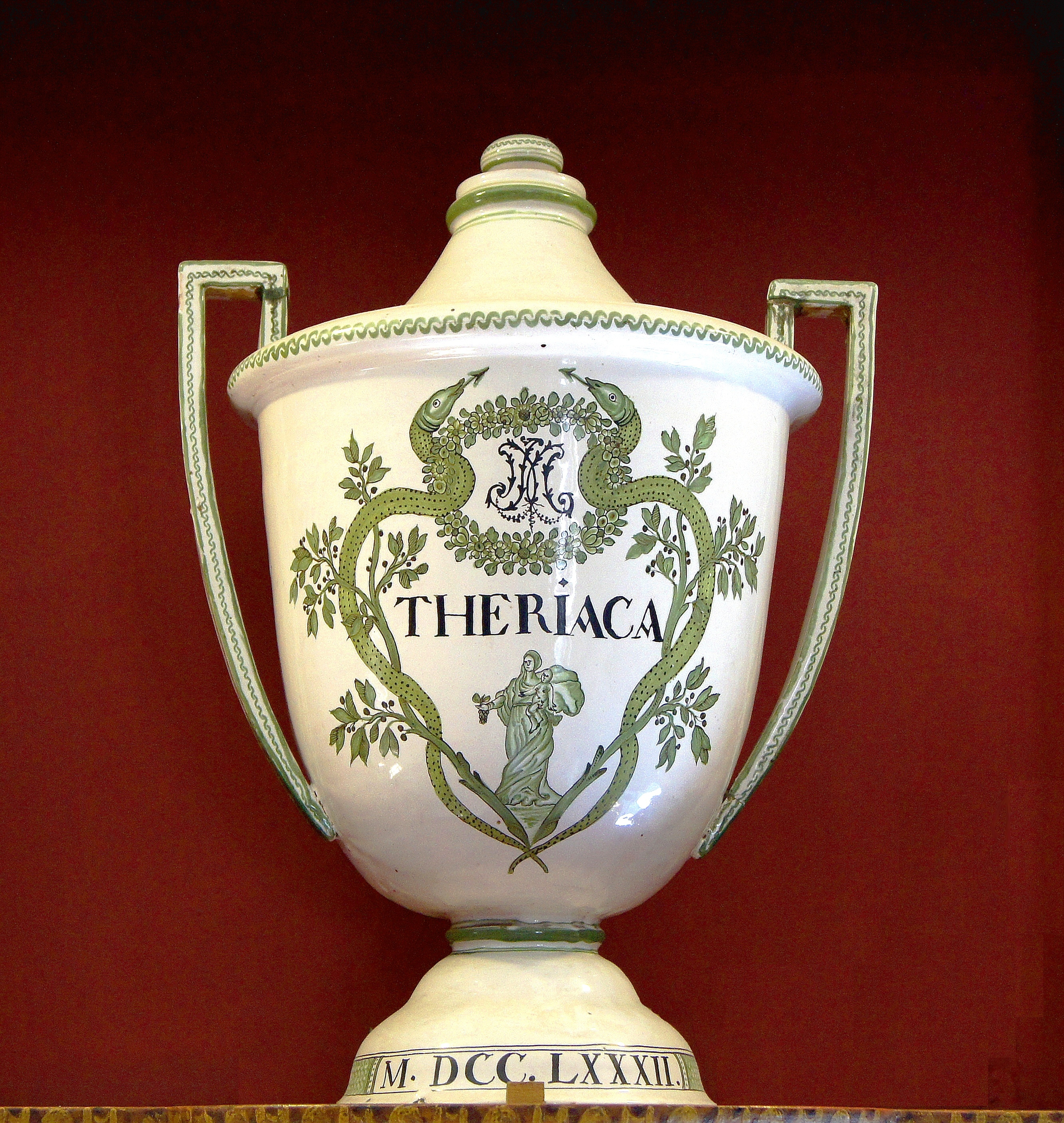
Pot à thériaque du XVIII (hospices de Beaune, Côte-d'Or).

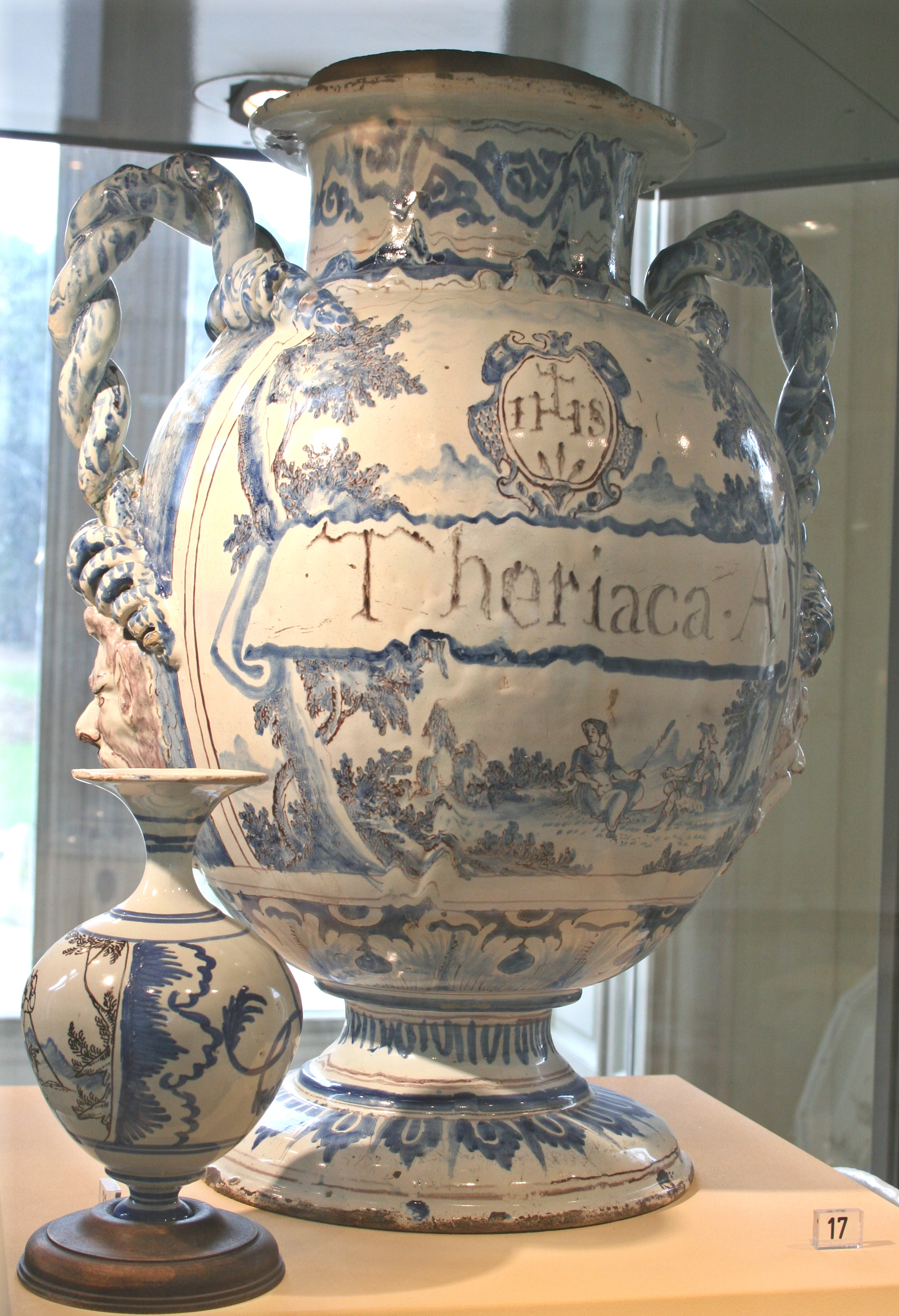
Pot à thériaque du XVII, faïence de Saint-Jean du désert, musée de la Faïence (Marseille)

La formule de la thériaque telle que la donne Galien se retrouve exactement dans divers ouvrages, dont la pharmacopée de Johann Zwelfer (Pharmacopoeia augustana, 1653) et le Codex français de 1758. Il y entre des trochisques (rondelles desséchées) de scille, de vipère et de pavots, les trois ingrédients majeurs. Depuis Zwelfer, la formule primitive a été modifiée peu à peu, sur des points de détail seulement : certains composants ne se rencontrant plus dans le commerce de la droguerie, on leur a substitué des produits équivalents. La modification la plus importante fut, dans la seconde moitié du XIXe siècle, l’abandon de la chair de vipère. Jusqu'à quatre-vingt-sept plantes aromatiques entraient dans la préparation de la thériaque, composée dans la pharmacie d'un monastère.
À la fin du XIXe siècle, selon le Codex, la formule légale de la thériaque était la suivante : 
| Ingrédient                                                                              | Grammes |
| --------------------------------------------------------------------------------------- | ------- |
| Opium de Smyrne                                                                         | 120     |
| Gingembre                                                                               | 60      |
| Iris de Florence                                                                        | 60      |
| Valériane                                                                               | 80      |
| Acore odorant                                                                           | 30      |
| Rapontic (rhubarbe)                                                                     | 30      |
| Quintefeuille (potentille)                                                              | 30      |
| Racine d’aristoloche probablement Stephania tetrandra (en) à l'origine[réf. nécessaire] | 10      |
| Racine d’asaret d'Europe                                                                | 10      |
| Racine de gentiane                                                                      | 20      |
| Racine de cerfeuil des Alpes                                                            | 20      |
| Bois d’aloès                                                                            | 10      |
| Cannelle de Ceylan                                                                      | 100     |
| Squammes de scille maritime                                                             | 60      |
| Dictame blanc (fraxinelle)                                                              | 30      |
| Feuilles de laurier                                                                     | 30      |
| Feuilles de germandrée des marais (scordium)                                            | 60      |
| Sommités de calament                                                                    | 30      |
| Sommités de marrubes blancs                                                             | 30      |
| Sommités de pouliot des montagnes (germandrée des montagnes)                            | 30      |
| Sommités de germandrée petit-chêne (« chamaedrys »)                                     | 20      |
| Sommités de chamaepitys (un bugle soit Ajuga iva, soit Ajuga chamaepitys)               | 20      |
| Sommités de millepertuis                                                                | 20      |
| Rose rouge                                                                              | 60      |
| Safran                                                                                  | 40      |
| Fleurs de stoechas (lavande)                                                            | 30      |
| Écorce sèche de citron                                                                  | 60      |
| Poivre long                                                                             | 120     |
| Poivre noir                                                                             | 60      |
| Fruits de persil                                                                        | 30      |
| Fruits d’ammi                                                                           | 20      |
| Fruits de fenouil                                                                       | 20      |
| Fruits d’anis                                                                           | 50      |
| Fruits de « séseli de Marseille » (Seseli tortuosum)                                    | 20      |
| Fruits de daucus de Crète (carotte)                                                     | 10      |
| Fruits d’ers (Vicia ervilia)                                                            | 200     |
| Fruits de navet                                                                         | 60      |
| Fruits de petit cardamome                                                               | 80      |
| Polypore du mélèze (agarikon, polypore officinale)                                      | 60      |
| Suc de réglisse                                                                         | 120     |
| Cachou                                                                                  | 40      |
| Gomme arabique                                                                          | 20      |
| Myrrhe                                                                                  | 40      |
| Oliban                                                                                  | 30      |
| Sagapénum (gomme séraphique)                                                            | 20      |
| Galbanum (extrait de férule)                                                            | 10      |
| Opopanax                                                                                | 10      |
| Benjoin                                                                                 | 20      |
| Castoréum                                                                               | 10      |
| Mie de pain                                                                             | 60      |
| Terre sigillée                                                                          | 20      |
| Sulfate de fer sec                                                                      | 20      |
| Bitume de Judée                                                                         | 10      |

On pilait toutes ces substances, convenablement desséchées, puis on les passait au tamis de soie de manière à obtenir une poudre très fine et à laisser le moins possible de résidus : c’était la poudre thériacale. On prenait alors 1 000 grammes de cette poudre, 50 grammes de térébenthine de Chine, 3 500 grammes de miel blanc et 250 grammes de vin de Grenache.
On liquéfiait dans une bassine la térébenthine, et on y ajoutait assez de poudre thériacale « pour la diviser exactement ». D’autre part on faisait fondre le miel et, tandis qu’il était assez chaud, on l’incorporait peu à peu au premier mélange ; on y ajoutait alors par petites quantités le reste de la poudre et du vin, ce qui devait donner finalement une pâte un peu molle, appelée électuaire.
Après quelques mois, on triturait de nouveau la masse dans un mortier pour la rendre parfaitement homogène.

### Thériaque minérale de Robin
Cette formule est extraite du Formulaire pratique de thérapeutique et de pharmacologie de A. Gilbert et P. Dion, Octave Doin éditeur, 1907.
| Ingrédient                                                   | Grammes |
| ------------------------------------------------------------ | ------- |
| Chlorure de sodium                                           | 15      |
| Chlorure de potassium                                        | 10      |
| Phosphate de soude desséché (phosphate de sodium anhydre)    | 13      |
| Phosphate de potasse (phosphate de potassium)                | 6       |
| Glycérophosphate de chaux (glycérophosphate de calcium)      | 1       |
| Glycérophosphate de magnésie (glycérophosphate de magnésium) | 1       |
| Sulfate de potasse (sulfate de potassium)                    | 1       |
| Carbonate de fer                                             | 0,5     |
| Hémoglobine                                                  | 2,5     |
| Glycérophosphate de fer                                      | 15      |
| Jaune d'œuf desséché                                         | 15      |
| Lactose                                                      | 10      |
| Caséine                                                      | 5       |
| Rhubarbe pulvérisée                                          | 4       |
| Sulfate de strychnine                                        | 0,05    |
| Méthylarseniate disodique (méthylarséniate de disodium)      | 1       |

La posologie est de 1 g deux fois par jour avant les repas. La formule est donnée avec les appellations de l'époque telle qu'elle figure dans le formulaire et entre parenthèses leur dénomination chimique standard.

## Mode d’administration et doses

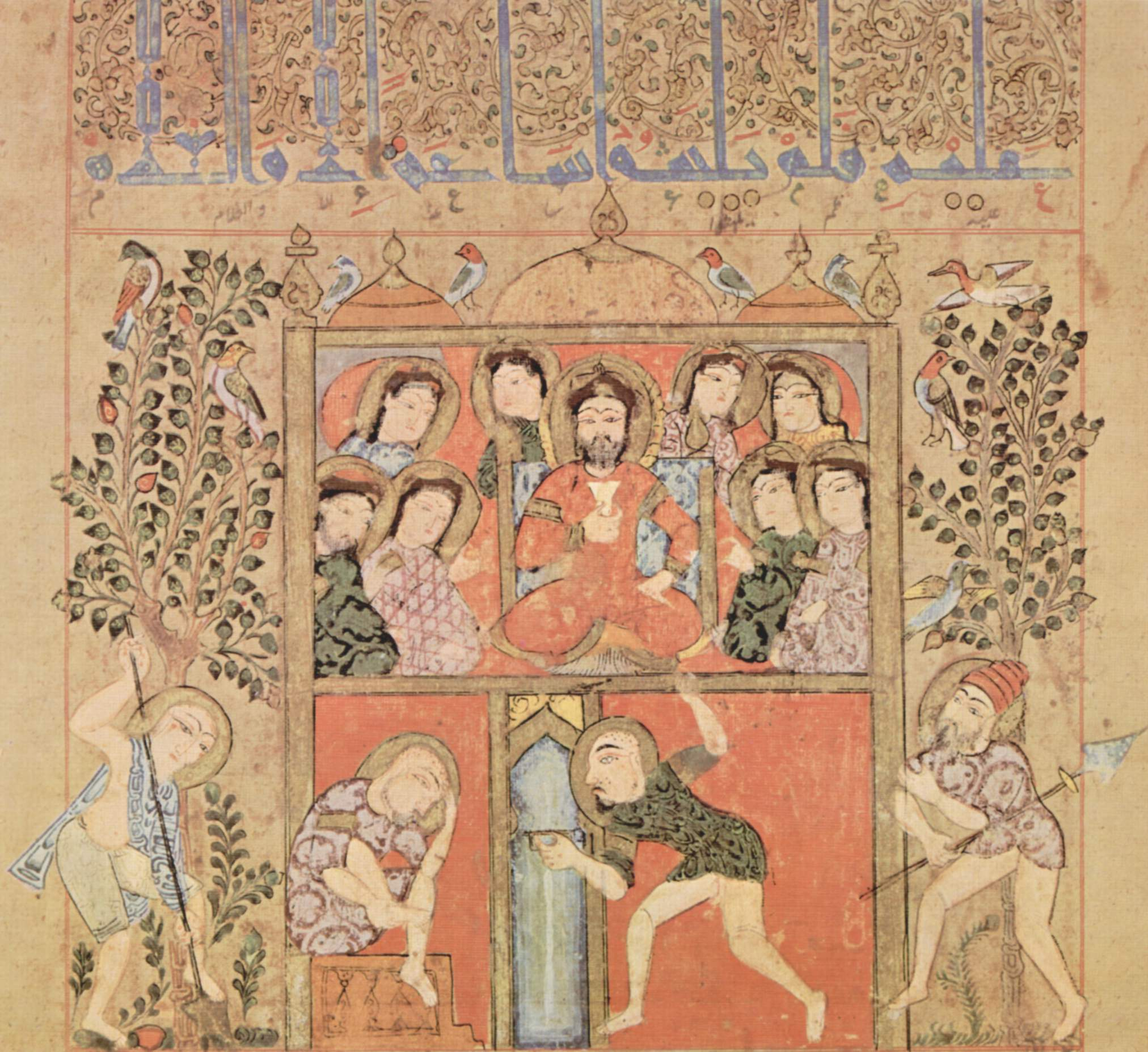
La Guérison du favori piqué par un serpent dans le pavillon royal. Livre de la Thériaque de Paris, manuscrit arabe du XII, BNF Ar.2964.

La thériaque était un électuaire, c’est-à-dire une pâte de consistance un peu plus solide que le miel, assez molle quand elle était récente, assez ferme lorsqu’elle avait vieilli (souvent de plusieurs années). Sa couleur était noirâtre en raison du suc de réglisse qu’elle contenait.
Pour les affections internes, on l’administrait ordinairement à raison de 4 grammes chez l’adulte, et de 50 centigrammes à 2 grammes chez les enfants, selon l’âge. On la faisait prendre soit nature, soit en potion en la délayant dans de l’eau.
Pour les affections externes, elle pouvait s’employer en pommade, ou en teinture après l’avoir délayée dans de l’eau-de-vie (dans la proportion d’une partie de thériaque pour 6 d’eau-de-vie).

## Annexe

### 1724 - Question des médecins de Saragosse aux médecins de Montpellier
« Très Révérend et honoré Maître,
Les rapports amicaux qu'avaient entre eux les Montpellierains et les Espagnols, pendant que votre ville obéissait aux rois d'Aragon, les voyages que font habituellement vos médecins, dans notre péninsule, ont décidé nos confères de Saragosse de s'adresser à vous, pour avoir votre avis, que vous nous donnerez vite, nous l'espérons, grâce à la sûreté de votre jugement, sur les questions que débattent entre eux les médecins et les pharmaciens, à propos de la confection de la Grande Thériaque et de la préparation des vipères. 
Voici l'affaire :
Vaut-il mieux pour préparer la thériaque, faire cuire des vipères dans du sel et de l'aneth pour en faire des trochisques et les pétrir avec du pain, ou de les faire  dessécher et pulvériser et quoi est le mode qui donne une thériaque plus énergique ? La question ainsi nettement posée nous espérons en vous conjurant que vous, qui à juste titre nous ferez connaître l'avis des professeurs de l'Université, sur ce sujet vous armerez de votre propre main, le ferez sceller, signer par le secrétaire et que vous daignerez nous l'envoyer.

En attendant, nous prions Dieu, de toutes bontés de vous garder longtemps en santés. Adieu, savant illustre, et à moi, Laurent de Arias, pour tous ses médecins de Saragosse donnez réponse ».
M.Chicoyneau, chancelier et juge, lui  écrivit :
« Réponse de l'Université de Montpellier à la question proposée :
Pour répondre à cette question nous pensons d'abord devoir vous dire que, depuis longtemps, la coutume a prévalu parmi nous de se servir de vipères desséchées et réduites en poudre pour préparer la Thériaque (opération à laquelle assistent tous les professeurs de l'école). C'est l'avis unanime de nous et des pharmaciens de Montpellier.., est de toutes la préférable. Il faut se baser surtout sur ce que le sel de vipères (dont la vertu dans cette préparation est de première importance), s'en va tout à coup en vapeurs, lorsque la cuisson est sur le point d'être achevée il en est tout autrement. Les vipères desséchées sont réduites en poudre selon l'habitude... 
Mais il est bien à remarquer qu'il faut se servir de vipères sèches fraichement séchées, de peur que, si on les « laisse trop vieillir, le sel volatile s'en aille entraîné peu à peu par l'humidité et perde aussi sa force. Cependant, avouons-le franchement, parce que c'est la vérité, dans l'une et l'autre méthode, il n'y a pas de différence pour donner matière à procès, car bien que la chair de vipères soit cuite un peu tardivement, elle conserve encore beaucoup de son volatile. Mais comme de juste, les vipères desséchées  en ont beaucoup plus aussi préférons-nous les employer vives, cette méthode ayant été depuis longtemps reçue et approuvée. » Donné à Montpellier, sous le sceau de l'Université, le 11 octobre 1724 ».

### Citation, France, 1840

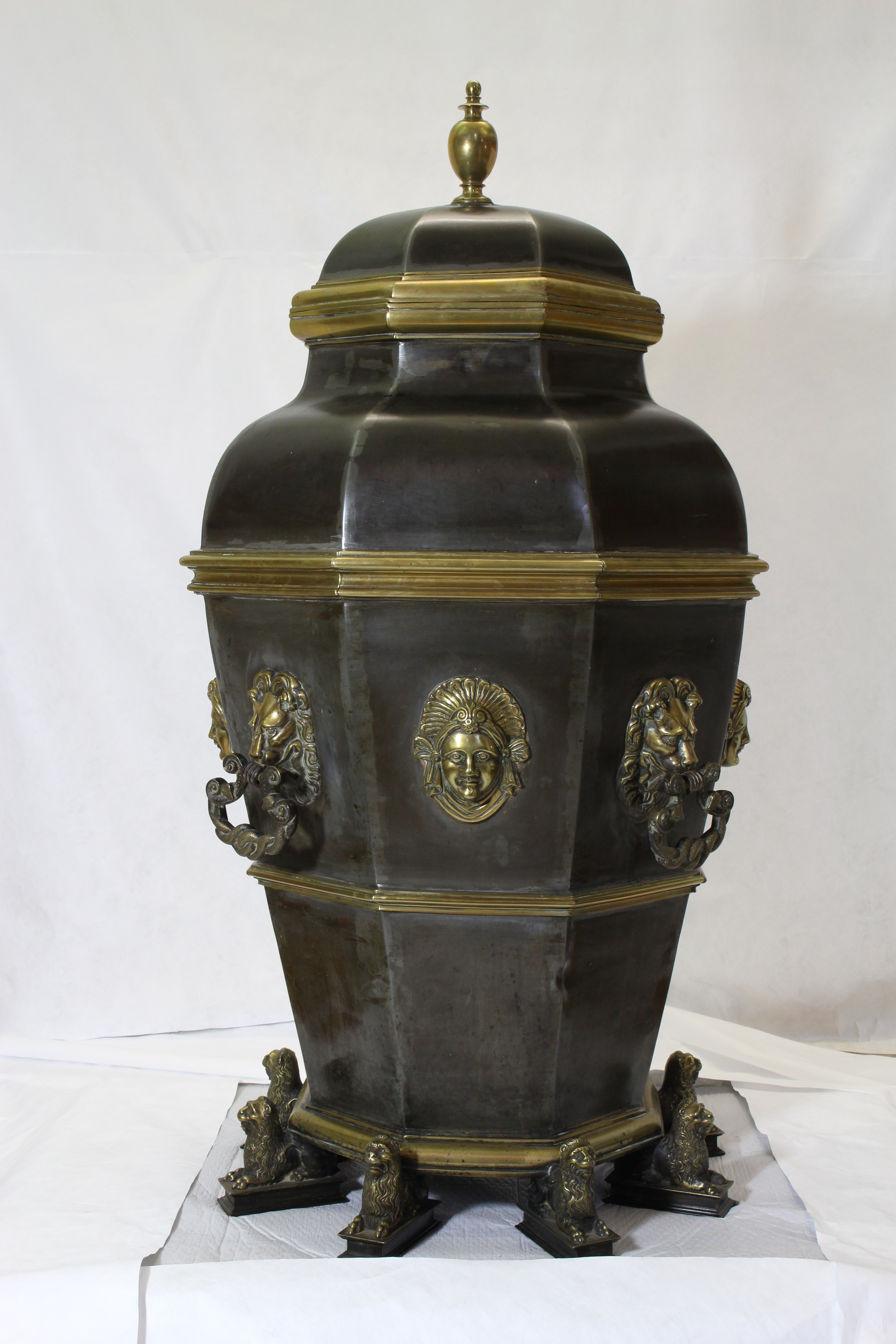
Vase à thériaque, collection du musée des Hospices civils de Lyon.

« L'usage est, dans cette ville [Lille], de faire prendre aux petits enfants auxquels on veut procurer du sommeil, une dose de thériaque appelée dormant. Eh bien, je me suis assuré chez les pharmaciens qui vendent ces dormants, que les femmes d'ouvriers en achètent surtout les dimanches, les lundis et les jours de fête, lorsqu'elles veulent rester longtemps au cabaret et laisser leurs enfants au logis. »